# Sportfreunde Siegen
Sportfreunde Siegen – niemiecki klub piłkarski, grający obecnie w NRW-Lidze (odpowiednik piątej ligi), mający siedzibę w mieście Siegen, leżącym w Nadrenii Północnej-Westfalii. W klubie grali Daniel Bogusz i Mirosław Spiżak, a trenerem był Andrzej Rudy.

## Historia
- 25.07.1899 - został założony jako FC Jahn 1899 Siegen
- 1923 - połączył się z SV 1907 Siegen tworząc Sportfreunde Siegen

## Sukcesy
- 2 sezony w 2. Oberlidze West (2. poziom): 1961/62-1962/63.
- 3 sezony w Regionallidze West (2. poziom): 1963/64 i 1972/73-1973/74.
- 1 sezon w 2. Bundeslidze (2. poziom): 2005/06..
- 3 sezony w Regionallidze West/Südwest (3. poziom): 1997/98-1999/00.
- 7 sezonów w Regionallidze Süd (3. poziom): 2000/01-2004/05 i 2006/07-2007/08.
- mistrz Amateurliga Westfalen (3. poziom): 1972 (awans do Regionalligi West).
- mistrz Verbandsliga Westfalen - Gruppe Südwest (4. poziom): 1988 i 1992 (awanse do Amateur-Oberligi Westfalen) oraz 1994 (awans do Oberligi Westfalen).
- mistrz Oberliga Westfalen (4. poziom): 1997 (awans do Regionalligi West/Südwest).
- wicemistrz Regionalliga Süd (3. poziom): 2005 (awans do 2. Bundesligi).

## Znani gracze
- Peter Blusch
- Daniel Bogusz
- Heinz Bonn
- Norbert Dickel
- Richard Dostálek
- Patrick Helmes
- Uwe Helmes
- Florian Kringe
- Reinhold Mathes
- Adnan Masic
- Dieter Mietz
- Gerhard Neuser
- Herbert Schäfer (1938–1962)
- Klaus Scheer
- Gerhard Scholtyschik
- Mirosław Spiżak